# Giải FFCC cho nữ diễn viên phụ xuất sắc nhất
Giải FFCC cho nữ diễn viên phụ xuất sắc nhất là một trong các giải của FFCC dành cho nữ diễn viên đóng vai phụ trong một phim, được bầu chọn là xuất sắc nhất. Giải này được lập từ năm 1996.

## Các người đoạt giải

### Thập niên 1990
| Năm  | Diễn viên        | Phim                       | Vai diễn             |
| ---- | ---------------- | -------------------------- | -------------------- |
| 1996 | Courtney Love    | The People vs. Larry Flynt | Althea Leasure-Flynt |
| 1997 | Julianne Moore   | Boogie Nights              | Amber Waves          |
| 1998 | Christina Ricci  | Buffalo '66                | Layla                |
| 1998 | Christina Ricci  | The Opposite of Sex        | Dede Truitt          |
| 1998 | Christina Ricci  | Pecker                     | Shelley              |
| 1999 | Catherine Keener | Being John Malkovich       | Maxine Lund          |

### Thập niên 2000
| Năm  | Diễn viên         | Phim                                              | Vai diễn              |
| ---- | ----------------- | ------------------------------------------------- | --------------------- |
| 2000 | Frances McDormand | Almost Famous                                     | Elaine Miller         |
| 2000 | Frances McDormand | Wonder Boys                                       | Sara Gaskell          |
| 2001 | Cate Blanchett    | Bandits                                           | Kate Wheeler          |
| 2001 | Cate Blanchett    | The Lord of the Rings: The Fellowship of the Ring | Galadriel             |
| 2001 | Cate Blanchett    | The Man Who Cried                                 | Lola                  |
| 2001 | Cate Blanchett    | The Shipping News                                 | Petal Quoyle          |
| 2002 | Meryl Streep      | Adaptation.                                       | Susan Orlean          |
| 2003 | Patricia Clarkson | Pieces of April                                   | Joy Burns             |
| 2003 | Patricia Clarkson | The Station Agent                                 | Olivia Harris         |
| 2004 | Laura Linney      | Kinsey                                            | Clara McMillen-Kinsey |
| 2005 | Amy Adams         | Junebug                                           | Ashley Johnsten       |
| 2006 | Cate Blanchett    | Notes on a Scandal                                | Sheba Hart            |
| 2007 | Amy Ryan          | Gone Baby Gone                                    | Helene McCready       |
| 2008 | Marisa Tomei      | The Wrestler                                      | Pam/Cassidy           |

Bản mẫu:FFCC Awards Chron